# Dieter Wallny
Dieter Wallny (* 16. Juni 1947) ist ein ehemaliger deutscher Fußballspieler. Er spielte in der Saison 1972/73 in der Regionalliga West in der Abwehr für Preußen Münster und bestritt zwei Spiele um den DFB-Pokal. In der darauffolgenden Saison stand er für TuS Neuendorf (heute TuS Koblenz) im Mittelfeld.